# Філіппов Віталій Костянтинович
Філіппов Віталій Костянтинович (25 лютого 1903, с. Кульна Подільська губернія (тепер Подільського району Одеської області) — 23 березня 1978, Київ) — радянський і український кінооператор. Нагороджений медалями.

## Життєпис
Народився у 1903 році в родині агронома. Закінчив Київський інститут кінематографії (1931).
З 1931 по 1943 рр. працював на Київській кіностудії у фільмах: «Чорні дні» (1930), «Рік народження 1917» (1932), «Одного разу влітку» (1936, у співавт. з О. Лавриком), а в 1943—1944 — на «Мосфільмі», де брав участь у створенні першого радянського триколірного фільму «Іван Нікулін — російський матрос».
В 1944—1963 рр. був оператором Київської студії художніх фільмів. Зняв стрічки:
- «Запорожець за Дунаєм», «Максимко» (1952),
- «Калиновий гай» (1953, у співавт. з Д. Демуцьким i Н. Слуцьким),
- «Командир корабля» (1954, у співавт. з О. Герасимовим),
- «Пригоди з піджаком Тарапуньки» (1955, у співавт. з О. Панкратьєвим),
- «Суєта» (1956),
- «Мандрівка в молодість» (1956, у співавт. з В. Орлянкіним i В. Іллєнком),
- «Далеке і близьке» (1957, у співавт. з О. Пищиковим),
- «Сватання на Гончарівці» (1958),
- «Його покоління» (1959) та ін.

Був членом Спілки кінематографістів України.